# Ben Foster (Fußballspieler)
Benjamin Anthony „Ben“ Foster (* 3. April 1983 in Leamington Spa) ist ein ehemaliger englischer Fußballtorhüter. Er war lange bei Stoke City und Manchester United bis zum Alter von 27 Jahren nur Ersatztorwart, bevor ihm in Birmingham die Beförderung zur „Nummer 1“ zunächst bei den „Blues“ von Birmingham City und später bei West Bromwich Albion gelang. Ungeachtet der Reservistenrolle absolvierte er seit 2007 sporadisch Länderspiele für die englische A-Nationalmannschaft und im Verlauf seiner Vereinslaufbahn gewann er dreimal in Folge den Ligapokal – 2009 und 2011 als Mitglied der Finalmannschaft sowie 2010 im Endspiel auf der Bank sitzend. Zuletzt spielte er 2023 zum zweiten Mal in seiner Karriere beim AFC Wrexham.

## Karriere

### Verein

#### Beginn der Profikarriere (2000–05)
Foster stand im Jahr 2000 erstmals für eine Seniorenmannschaft zwischen den Pfosten und kam in seiner Heimat Warwickshire für den Racing Club Warwick zum Zuge, der damals in der Southern League spielte. Durch seine dort gezeigten Leistungen empfahl er sich für den nicht weit entfernt gelegenen Profiklub Stoke City, der ihn schließlich kurz nach seinem 18. Geburtstag am 25. April 2001 anheuerte. Der sportliche Durchbruch in der ersten Mannschaft gelang ihm dort jedoch nicht; stattdessen wurde er bis 2005 an fünf unterklassigere Vereine ausgeliehen. Dazu zählte zunächst ein einmonatiger Aufenthalt beim Drittligisten Bristol City vor Jahresfrist 2002. Zum Einsatz kam er jedoch erst im direkten Anschluss beim Siebtligisten Tiverton Town, bevor ihn ein Kreuzbandriss, den er sich im Juni 2003 beim Tennisspielen mit seinem Bruder zugezogen hatte, für ein halbes Jahr außer Gefecht setzte.
Im Jahr 2004 verschlug es ihn kurz zu den Stafford Rangers und später zu den Kidderminster Harriers, bevor er bei dem letzten Leihklub während seiner Vertragszeit in Stoke-on-Trent ab Januar 2005 beim AFC Wrexham erste nennenswerte Erfolge errang. In der Football League One absolvierte er bis zum Ende der laufenden Saison 2004/05 nicht nur 17 Ligaspiele, sondern gewann auch die LDV Vans Trophy und erhielt beim 2:0-Finalsieg gegen Southend United die Auszeichnung zum besten Spieler der Begegnung („Man of the Match“). Gleichzeitig fiel er den im Publikum sitzenden Alex Ferguson auf, der weniger in seiner Funktion als Trainer von Manchester United unterwegs war, sondern vielmehr den Auftritt seines Sohns Darren in Reihen des AFC Wrexham begutachten wollte. Mit seiner Spielweise und den lautstarken Kommandos erinnerte Foster dabei an den Ex-United-Keeper Peter Schmeichel, den Foster während seiner Kindheit in den 1990ern stets als Vorbild betrachtet hatte.

#### FC Watford (2005–07)
Etwas überraschend wechselte Foster schließlich im Juli 2005 für eine Million Pfund zu den „Red Devils“ aus Manchester, obwohl er in den gesamten vier Jahren zuvor bei seinem Stammklub Stoke City nie in der Profimannschaft gespielt hatte. Bei seinem neuen Klub bestritt er im Sommer zwei Partien für das Reserveteam und bereits im August entschied die Vereinsführung, Foster für die komplette Saison 2005/06 in die zweitklassige Football League Championship an den FC Watford auszuleihen. Unter dem dort damals aktiven Trainer Aidy Boothroyd reifte der Neuling schnell zu einem Leistungsträger und absolvierte 44 Ligaspiele, die am Ende in den Aufstieg in die Premier League mündeten – im entscheidenden Play-off-Finale gewann er mit den „Hornets“ mit 3:0 gegen Leeds United.
Mittlerweile war Foster in den erweiterten Kreis der englischen Nationalmannschaft befördert worden, aber da bei United weiter Edwin van der Sar unumstrittener Stammtorhüter war, folgte ein zweites „Praxisjahr“ beim FC Watford, das auch dadurch ermöglicht wurde, weil sich Ferguson die Dienste des polnischen Nationaltorwarts Tomasz Kuszczak gesichert hatte. Obwohl der FC Watford nach nur einem Jahr wieder in die Zweitklassigkeit zurückkehren musste, blieben Fosters Leistungen auf beständig hohem Niveau und brachten ihm am Ende die Auszeichnung zu Watfords bestem Spieler der abgelaufenen Saison 2006/07 ein. Hoffnungen auf eine Weiterbeschäftigung im Süden Englands hatten sich mittlerweile zerschlagen, da United-Trainer Ferguson bereits im Januar 2007 Fosters Rückkehr nach Manchester angekündigt hatte.

#### Manchester United (2007–10)

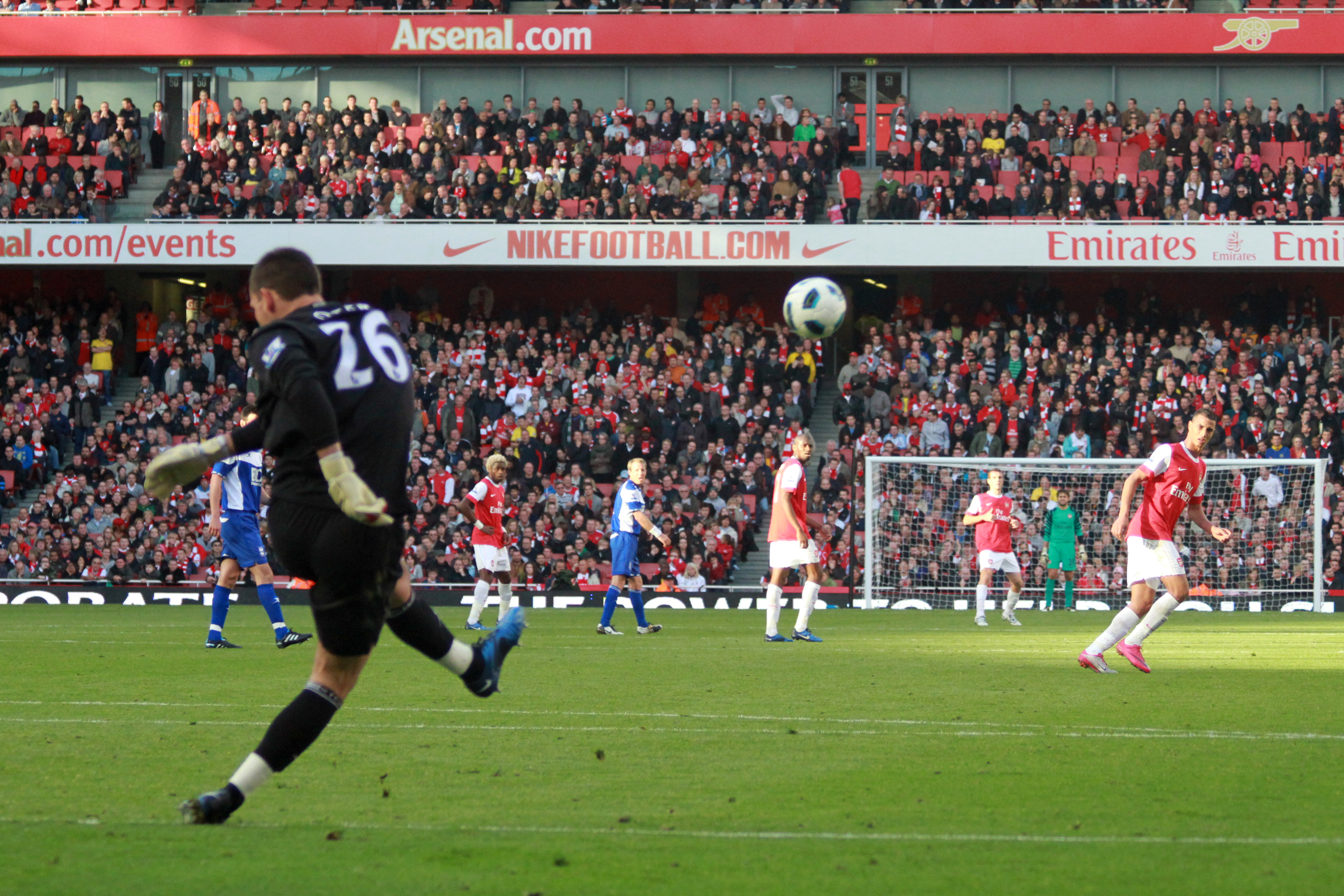
Foster beim Abstoß im Oktober 2010

Kurz nach seiner Ankunft unterzog sich Foster im Juni 2007 einer Kreuzbandoperation. Die notwendige Rehabilitationsphase dauerte bis ins Frühjahr 2008 an und am 6. März 2008 feierte er in der Reservemannschaft gegen den FC Middlesbrough sein Comeback. Neun Tage später machte er nach der Verletzung von van der Sar und der roten Karte für Tomasz Kuszczak am Samstag zuvor bei einem 1:0-Auswärtssieg gegen Derby County sein erstes Spiel für Manchester United in der Premier League – trotz der guten Leistung blieb es bei diesem einzigen Profieinsatz in der Saison.
Am 5. November 2008 bestritt Foster in der Champions League seine zweite Pflichtbegegnung für die erste Mannschaft von United und kam gegen Celtic Glasgow zu einem 1:1-Remis. Eine geplante Teilnahme an der Klub-Weltmeisterschaft 2008 kurz darauf scheiterte daran, dass sich Foster am Tag vor dem Abflug einen Finger brach und er so durch Ben Amos ersetzt wurde. Fortan setzte Ferguson vor allem im Ligapokal auf Foster, der dann auch am 1. März 2009 für das Finale in der Startelf gegen Tottenham Hotspur stand. Nach torlosen 120 Minuten hielt er einen Strafstoß von Jamie O’Hara. David Bentley verschoss zudem für die „Spurs“ und United gewann die Trophäe sowie Foster die Auszeichnung zum besten Spieler. Später wurde bekannt, dass Foster während des Elfmeterschießens Informationen über die gegnerischen Schützen über einen iPod abgerufen hatte, was kurzzeitig eine Diskussion über die Zulässigkeit derartiger technischer Hilfsmittel im Fußball auslöste. Für die restlichen Saisonspiele sollte Foster zur „Nummer 2“ befördert werden, aber durch eine Operation nach einem Bänderriss am rechten Daumen verpasste er sowohl das Titelrennen um die englische Meisterschaft als auch den Weg ins Finale der Champions League gegen den FC Barcelona. Trotz dieses Malheurs und zusätzlicher Spekulationen über die Verpflichtung eines hochkarätigen Torwartnachfolgers für van der Sar unterzeichnete Foster im Juli 2009 einen neuen Vierjahresvertrag bei United.
Foster vertrat den bis Oktober 2009 verletzten van der Sar bei der Community-Shield-Niederlage gegen den FA-Cup-Sieger FC Chelsea, beging Fehler, die zu zwei Gegentoren führten und blieb im Elfmeterschießen chancenlos. Auch während der folgenden Begegnungen in der Premier League zeigte Foster einige Schwächen und rutschte in der Rangordnung bei der nächsten Verletzungsphase von van der Sar hinter Tomasz Kuszczak zurück. Erst am 23. Februar 2010 konnte er beim 3:0-Sieg gegen West Ham United mit einer „weißen Weste“ wieder positiv auf sich aufmerksam machen.

#### Birmingham City (2010–11)
Mit Beginn der Saison 2010/11 wechselte Ben Foster für vier Millionen britische Pfund – plus weiterer erfolgsabhängiger zwei Millionen Pfund – von Manchester United zum Liga-Rivalen Birmingham City. Er unterschrieb einen Dreijahresvertrag bei den „Blues“. Des Weiteren zeigte Ben Foster trotz des Abstiegs von Birmingham City nach der Saison 2010/11 aus der Elitespielklasse Englands eine grundsolide Leistung und wurde mit diversen Klubs aus der Premier League in Verbindung gebracht. Schließlich konnte sich West Bromwich Albion in den Verhandlungen entscheidend durchsetzen und lieh den Keeper für die Spielzeit 2011/12 aus.

#### West Bromwich Albion (seit 2011)
Der Leihvertrag enthielt eine vereinsseitige Kaufoption für den englischen Torhüter. Foster ersetzte in der Saison 2011/12 Boaz Myhill, der im Austausch nach Birmingham verliehen wurde, und mit 37 Ligaeinsätzen (davon zehn ohne Gegentor) verhalf er dem Klub zu einem überraschend guten zehnten Rang in der Premier League – der besten Vereinsplatzierung seit 1981. Mit dieser Empfehlung nutzte „WBA“ die Option und Foster unterschrieb Ende Juni 2012 einen Drei-Jahres-Vertrag plus einer weiteren vereinseigenen Option für zwei zusätzliche Jahre. Fortan bestätigte Foster seinen Status als Stammtorhüter von West Bromwich Albion in der Premier League und in der Saison 2012/13 verbesserte sich der Klub noch einmal auf den achten Rang. Abgesehen von einer zwischenzeitlichen Verletzungspause kurz nach Beginn der Saison 2013/14 bis Mitte Dezember 2013 in Folge eines Ermüdungsbruch im Fuß war er nun eine gefestigte Größe in der Mannschaft. Mittlerweile wieder in den Fokus der englischen Nationalmannschaft zurückgekehrt, zeigte er dabei einige Leistungen, die in der Fachwelt große Anerkennung fanden, darunter seine Rettungstaten am 2. Februar 2014 beim 1:1 gegen den Titelaspiranten FC Liverpool und dort speziell sein Verhalten in sogenannten Eins-gegen-eins-Situationen mit Toptorjäger Luis Suárez oder Daniel Sturridge.

### Nationalmannschaft
Nach der Verletzung von Robert Green stand Foster Ende Mai 2006 auf einer „Stand-by-Liste“ für die anstehende Weltmeisterschaft in Deutschland, war also im erweiterten Kader der englischen Nationalmannschaft. Kurz nach dem Turnier erhielt er unter dem neuen Trainer Steve McClaren seine erste offizielle Nominierung für ein Freundschaftsspiel gegen Griechenland. Am 7. Februar 2007 machte Foster sein erstes A-Länderspiel im Trikot der „Three Lions“ und stand bei der 0:1-Heimniederlage gegen Spanien erstmals – obwohl bei Manchester United unter Vertrag stehend – im Stadion Old Trafford auf dem Feld. Erst über zwei Jahre später belohnte McClaren-Nachfolger Fabio Capello Foster nach dessen guter Leistung im Ligapokalfinale wieder mit einem Länderspiel, als er während des 4:0-Siegs gegen die Slowakei zur zweiten Halbzeit eingewechselt wurde.
Nach unbeständigen Darbietungen bei Manchester United zu Beginn der Saison 2009/10 und einer Rippenquetschung war Foster zunächst in den letzten beiden WM-Qualifikationsspielen nicht mehr Bestandteil des Kaders, kehrte dann aber nach der roten Karte von Robert Green gegen die Ukraine zurück. Als sich dann auch noch David James beim Aufwärmen vor der Partie gegen Belarus verletzte, kam Foster unverhofft zu seinem dritten Länderspiel und blieb beim 3:0-Erfolg fehlerfrei.
Bei der WM 2010 in Südafrika blieb er unberücksichtigt, vor allem weil Joe Hart das Rennen um die Position des dritten Torhüters für sich entschieden hatte. Im Mai 2011 verkündete er seinen Rücktritt aus der englischen Nationalmannschaft und begründete den Schritt damit, dass er die Pausen zwischen den Vereinsspielen für das Auskurieren von kleineren Verletzungen benötige und diese nicht durch Länderspielberufungen unterbrechen wolle. Im Februar 2013 änderte er seine Meinung und wurde wieder für anstehende Aufgaben gegen San Marino und Montenegro berufen. Am 29. Mai 2013 absolvierte er gegen Irland sein sechstes Länderspiel.

## Erfolge
- Klub-Weltmeister: 2008 (ohne Einsatz)
- Englischer Ligapokalsieger (3): 2009, 2010, 2011
- Football League Trophy (1): 2005